# Etsuko Inada
Etsuko Inada (稲田 悦子 Inada Etsuko?,  Osaka, Prefectura de Osaka, Japón, 8 de febrero de 1924 - Chiba, Prefectura de Chiba, 8 de julio de 2003) fue una patinadora de patinaje artístico sobre hielo japonesa. Inada fue siete veces campeona nacional japonesa y representó a Japón en los Juegos Olímpicos de Invierno de 1936, a la edad de 12 años. Inada fue una de las patinadoras más célebres de Japón.

## Carrera

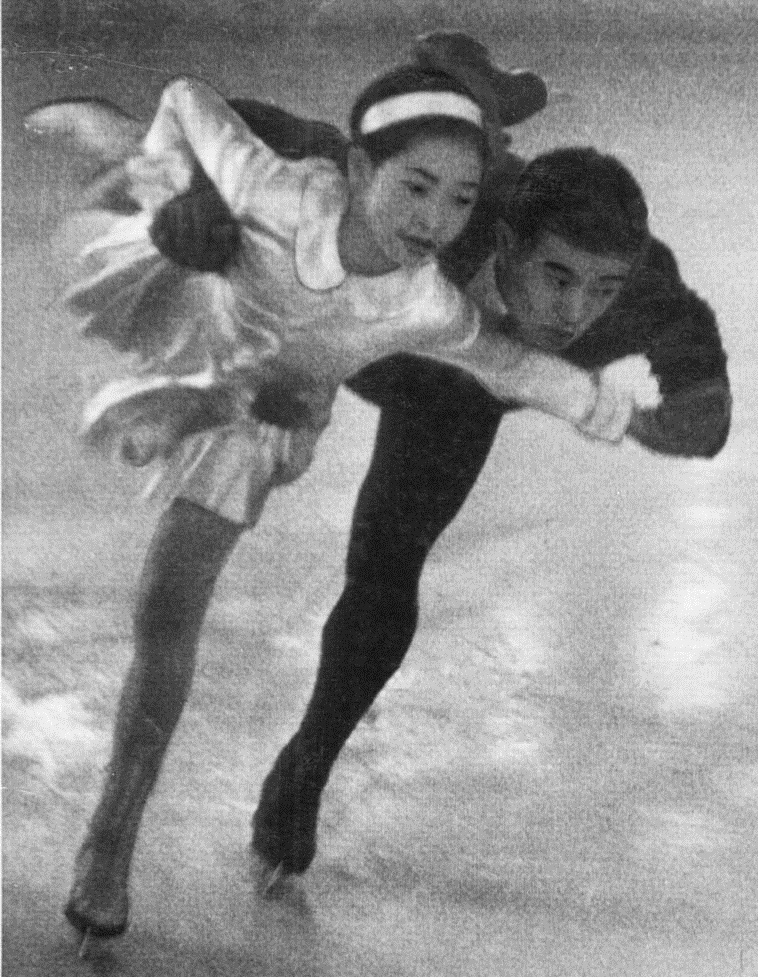
Inada junto a Toshikazu Katayama en 1937.

Inada fue pionera en el área del patinaje artístico sobre hielo en Japón. Durante su carrera, ganó el campeonato japonés siete veces; la primera vez en 1935, a la edad de once años y la última en 1951, a los 27 años.
En 1936, representó a su país en tres grandes competiciones internacionales cuando solo tenía entre 11/12 años; en los Juegos Olímpicos de Berlín, los Juegos Olímpicos de Invierno y el Campeonato Mundial en París. Fue la primera patinadora japonesa en participar en todas estas competiciones. En su viaje por Europa, fue acompañada por sus compatriotas Kazuyoshi Oimatsu, Toshikazu Katayama, Zenjiro Watanabe y Tsugio Hasegawa.
Las competiciones de patinaje internacionales fueron interrumpidas durante la Segunda Guerra Mundial de 1940 a 1946. Como Japón fue uno de los países derrotados, los atletas japoneses fueron expulsados de las competiciones internacionales durante cuatro años, de 1947 a 1950. Inada compitió por segunda vez en un campeonato mundial en 1951 en Milán, acompañada por Ryūsuke Arisaka, siendo los únicos patinadores japoneses en la competencia. Se retiró del deporte el año siguiente, en 1952.

## Aspectos competitivos
| Internacional                | Internacional | Internacional | Internacional | Internacional | Internacional | Internacional | Internacional | Internacional | Internacional |
| Evento                       | 1933–34       | 1934–35       | 1935–36       | 1936–37       | 1937–38       | 1938–39       | 1939–40       | 1940–41       | 1950–51       |
| ---------------------------- | ------------- | ------------- | ------------- | ------------- | ------------- | ------------- | ------------- | ------------- | ------------- |
| Juegos Olímpicos de Invierno |               |               | 10.º          |               |               |               |               |               |               |
| Campeonato Mundial           |               |               | 10.º          |               |               |               |               |               | 21.º          |
| Campeonato Europeo           |               |               | 9.º           |               |               |               |               |               |               |
| Nacionales                   |               |               |               |               |               |               |               |               |               |
| Campeonato Japonés           |               | 1.º           |               | 1.º           | 1.º           | 1.º           | 1.º           | 1.º           | 1.º           |
| Campeonato Juvenil           | 1.º           |               |               |               |               |               |               |               |               |